# Fluormayenita
La fluormayenita és un mineral de la classe dels òxids que pertany al grup de la mayenita. Rep el nom per la composició i per analogia amb la clormayenita.

## Característiques
La fluormayenita és un òxid de fórmula química Ca₁₂Al14O32F₂. Es tracta d'una espècie aprovada per l'Associació Mineralògica Internacional, i publicada per primera vegada el 2015. Cristal·litza en el sistema isomètric. La seva duresa a l'escala de Mohs oscil·la entre 5,5 i 6. És l'anàleg de fluor de la clormayenita i l’anàleg amb vacant de fluorkyuygenita.

## Formació i jaciments
Va ser descoberta a Jebel Harmun, dins el Governorat de Quds (Cisjordània, Palestina). també ha estat descrita en altres indrets propers a Palestina, Israel i Jordània, en forma de cristalls amb una mida normalment inferior a les 20 μm.